# Варзоб
Варзо́б (тадж. Варзоб; в пределах Душанбе — Душанбинка; Душанбедарья) — река на юго-западе Таджикистана, правый приток реки Кафирниган. Длина — 71 км, бассейн — 1740 км².

## География
Берёт начало на склонах Гиссарского хребта, образуясь путём слияния рек Зидды и Майхура.
В нижнем течении средний расход воды составляет 45,9 м³/с, макс. 61,3 м³/с, миним. 31,5 м³/с. Питание — снеголедниковое. Половодье с конца февраля до начала октября, максимальный сток наблюдается в июне. Минерализация 100—260 мг/л.
На юге, возле Душанбе, Варзоб, сливаясь с мелкой рекой Лючоб, пересекает город, деля его на две части и называется «Душанбинка». Далее, на юге, впадает в реку Кафирниган.
В период весенних и осенних дождей река становится особенно бурной, перенося большое количество глины и песка, попавших в результате схода селей в воды рек Лючоб, Зидды, Майхура и многочисленных ручьёв.
Воды реки используются для орошения немногочисленных фермерских хозяйств, расположенных вдоль реки, также Варзоб является основной водной артерий столицы Таджикистана — города Душанбе, располагающегося на юге. На севере города, вдоль Варзоба расположены системы водоочистки и городская центральная станция водоснабжения.
Также, вдоль реки установлен каскад ГЭС, самая крупная из которых — Варзобская ГЭС-1 (Верхне-Варзобская).
Вдоль реки, в одноимённом ущелье расположены многочисленные зоны отдыха, на 40 километре располагается летняя Президентская резиденция — Пугуз. Имеются в Варзобском ущелье и подземные горячие источники, в санатории Ходжа-Обигарм.
В 12 километрах от Душанбе расположено Варзобское озеро (сейчас Душанбинское озеро) — искусственный водоём, созданный специально для отдыха горожан. В 2019 году территория вокруг озера была реконструирована и рядом с озером был возведён самый большой в ЦА аквапарк.
В водах реки водятся мелкие рачки, а также мелкая рыба — маринки и бычки. Также в водах Варзоба встречается речная форель.
Воды реки используются в качестве питьевой воды для населения города Душанбе.

### Душанбинка
Душанбинка это нижний участок Варзоба, пересекающий столицу Таджикистана город Душанбе (отсюда и название), расположенный в восточной оконечности Гиссарской долины, на высоте 750—930 метров.
В пределах города через реку перекинуто 7 мостов, из которых 1 — железнодорожный и 1 — трубопроводный.
Также Душанбинка питает Комсомольское озеро, расположенное недалеко от центра Душанбе. На реке расположен один из каскадов Варзобской ГЭС.

В водах реки водятся мелкие рачки, а также мелкая рыба — маринки и бычки. Старожилами не раз отмечалось, что в водах Душанбинки ранее водилась речная форель, но позднее, вероятно в связи со строительством селевых дамб, водозабора и ухудшившейся экологической обстановки из-за сброса сточных вод городской канализации и Душанбинской ТЭЦ, форель в Душанбинке пропала.

#### История названия
Изначально неофициальное название реки — Душанбинка. Во время активного освоения левого берега реки в 1950—1960-х годах, было произведено укрепление берегов путём установки бетонных ограждений, постройка водозабора и противоселевых дамб. В этот же период река получила официальное название «Большой Городской Канал им. В. И. Ленина». Позднее среди населения возникло устоявшееся название — «Душанбинка» (как в таджикском, так и в русском языках). В нынешнее время название занесено на карты города.

## Притоки
Приведены в порядке впадения, считая от устья Варзоба.
- 11,8 км: река Лючоб (пр)
- 23 км: река Харангон (лев)
- 36 км: река Оджук (лев)
- 46 км: река Такоб (лев)
- 47 км: река Гурке (пр)
- 51 км: река Курорсиди (лев)
- 32 км: река Дарайкулол (лев)
- 63 км: река Сиама (пр)
- 71 км: река Майхура (пр)
- 71 км: река Зидды (лев)[6]